# Elaphoglossum nanchititlensis
Elaphoglossum nanchititlensis là một loài dương xỉ trong họ Dryopteridaceae. Loài này được Matuda mô tả khoa học đầu tiên năm 1956.
Danh pháp khoa học của loài này chưa được làm sáng tỏ. 